# Episodi di Víctor Ros (prima stagione)
La prima stagione della serie televisiva Victor Ros è stata trasmessa in prima visione assoluta in Spagna da TVE dal 12 gennaio 2015, ma è stata pubblicata in anteprima sulla piattaforma Movistar TV dal 1º aprile 2014.
In Italia, la stagione è stata trasmessa in prima visione in chiaro da Rete 4, dal 23 dicembre 2014 in prima serata, per poi essere retrocessa in seconda serata a causa dei bassi ascolti a partire dall'episodio 4.
| nº | Titolo originale              | Titolo italiano           | Prima TV Spagna  | Prima TV Italia  |
| -- | ----------------------------- | ------------------------- | ---------------- | ---------------- |
| 1  | El misterio de la casa Aranda | Il mistero di Casa Aranda | 12 gennaio 2015  | 23 dicembre 2014 |
| 2  | El anillo Rosacruz            | La società segreta        | 19 gennaio 2015  | 30 dicembre 2014 |
| 3  | El sueño de la razón          | Il sogno della ragione    | 26 gennaio 2015  | 6 gennaio 2015   |
| 4  | Ángeles y demonios            | Angeli e demoni           | 2 febbraio 2015  | 13 gennaio 2015  |
| 5  | Ladrones de niños             | Traffici oscuri           | 9 febbraio 2015  | 20 gennaio 2015  |
| 6  | Las huellas del crimen        | Le impronte del crimine   | 16 febbraio 2015 | 3 febbraio 2015  |

## Il mistero di Casa Aranda
- Titolo originale: El misterio de la Casa Aranda
- Diretto da: Carlos Navarro Ballesteros
- Scritto da: Jorge Díaz Cortés, Javier Olivares

### Trama
Madrid, 1882. Per permettere ai suoi amici Luis e Juana di mettere a segno un furto in una gioielleria, il giovane Victor Ros, già borseggiatore di fama, crea un diversivo per distrarre le guardie, ma viene arrestato dall'ispettore Armando Martínez. Conoscendo la difficile condizione familiare ed intuendo le qualità del ragazzino, l'uomo si offre di occuparsi della sua istruzione. Victor accetta, abbandonando la vita da delinquente di strada e i suoi amici. Molti anni dopo, nel 1895, l'ispettore di polizia Victor Ros ritorna a Madrid dopo un periodo nelle Asturie, pronto per lavorare fianco a fianco con il suo mentore e con i suoi nuovi colleghi nella nuova Brigata Metropolitana. La prima indagine che gli viene assegnata riguarda il tentato omicidio di Blas Aranda da parte della moglie Aurora Alvear. Durante la lettura di un passo della Divina Commedia la donna è caduta in uno stato di trance e ha aggredito il marito, dopo che erano state udite delle voci misteriose sussurrare la parola "succubus". L'abitazione dove si sono svolti i fatti è stata inoltre teatro nel recente passato di due inspiegabili omicidi dall'analoga dinamica. Per nulla impressionato dall'alone di soprannaturale che la vicenda evoca, Victor inizia il suo lavoro e fa la conoscenza della sorella di Aurora, Clara. Nel frattempo l'ispettore Martínez è impegnato ad indagare su una serie di omicidi di prostitute che hanno come costante la presenza di un sacchetto con trenta monete vicino ai cadaveri, il fatto che le donne fossero incinte e una carrozza che si allontana dopo aver scaricato i corpi. Per cercare informazioni, Martínez fa visita al bordello dove lavora Lola la Valenciana, frequentato da una clientela molto ricca ed influente.
- Ascolti Italia: telespettatori 1.182.000 – share 4,68%[3]

## La società segreta
- Titolo originale: El anillo Rosacruz
- Diretto da: Carlos Navarro Ballesteros
- Scritto da: Jorge Díaz Cortés, Javier Olivares

### Trama
Dopo la morte di Martínez il suo posto e l'indagine sul suo assassinio vengono presi da Carballo, mediocre ispettore che non si fa scrupoli ad incolpare innocenti degli omicidi che gli vengono assegnati. Ros però non rinuncia ad investigare per conto suo. Non trovando la documentazione di Martínez sull'indagine dell'assassino di prostitute chiede notizie prima a sua moglie e poi al dottor Aldanza, il quale lo indirizza da Lola. Il commissario Buendía intanto gli assegna l'omicidio del colonnello Ansuategui, ucciso mentre si recava a messa. Durante le vane ricerche dei due uomini visti dai testimoni, giunge la notizia che in obitorio un dito del militare è stato trafugato e con esso un anello. Clara viene arrestata durante una manifestazione per il voto alle donne. Liberata da Blázquez, racconta a Victor delle sue iniziative contro l'analfabetismo femminile. Intanto a casa Alvear Aurora è fuggita, mentre suo padre Augusto tenta di dare in sposa la sorella a Don Fernando de la Escosura, vedovo di ritorno da Cuba dopo aver trascorso nell'isola un lungo periodo al servizio della Corona spagnola.
- Ascolti Italia: telespettatori 937.000 – share 3,47%[4]

## Il sogno della ragione
- Titolo originale: El sueño de la razón
- Diretto da: Gracia Querejeta
- Scritto da: Javier Olivares

### Trama
Dopo aver ricevuto l'incarico dell'indagine sul killer delle prostitute, per Victor ci sono altre novità: Don Fernando, appena nominato prefetto, lo promuove ad ispettore di primo livello, secondo in comando al solo Buendía. Venuto a sapere da un prigioniero che la morte del signor Alonso sarebbe stata causata dalla giovane moglie Lucía, Carballo si fa assegnare il caso ed arresta la donna. Clara, amica dell'accusata, chiede a Victor di intervenire per scagionarla. Ros intanto fa un sogno ricorrente legato agli omicidi delle prostitute.
- Ascolti Italia: telespettatori 855.000 – share 3,12%[5]

## Angeli e demoni
- Titolo originale: Ángeles y demonios
- Diretto da: Gracia Querejeta
- Scritto da: Pablo Lòpez Barrio, Javier Olivares

### Trama
Con la presunta morte di Aldanza e del suo maggiordomo il caso del serial killer di prostitute viene archiviato. Dopo aver sorpreso Victor con Lola, Clara ha deciso di accettare il matrimonio con Fernando. Tre mesi dopo le nozze viene completata la realizzazione del laboratorio scientifico fatto realizzare dal prefetto per la Brigata Metropolitana ed alla sua conduzione viene insediato il dottor Córcoles. A Victor vengono assegnate le indagini sulla scomparsa e sulla riapparizione di un produttore di polvere da sparo. Ros sospetta un sequestro ed un conseguente pagamento da parte della famiglia, ma i parenti dell'uomo negano questa possibilità, mentre la vittima non è in condizione di parlare. Lo stato di follia in cui è caduto e l'odore di zolfo dei suoi abiti inducono un prete amico di famiglia a sostenere che ciò sia opera del demonio. Non escludendo la matrice anarchica, Buendia incarica Carballo di indagare in questo senso. L'ispettore scopre invece che il figlio di un ribelle asturiano fatto arrestare da Victor durante gli anni sotto copertura ad Oviedo sta preparando la sua vendetta dopo la morte del padre. Buendia ordina a Carballo di proteggere discretamente Ros senza farsi notare. Una sera in cui Victor è ospite a cena da Blázquez, una vicina di casa domanda disperatamente aiuto ai due poliziotti. La donna sostiene di aver incontrato per strada il suo defunto marito, il quale ha negato di conoscerla.
- Ascolti Italia: telespettatori 449.000 – share 4,36%[6]

## Traffici oscuri
- Titolo originale: Ladrones de niños
- Diretto da: Jorge Sánchez-Cabezudo
- Scritto da: Javier Olivares, Anaïs Schaaff

### Trama
Emilia, la figlia adolescente di Blázquez, scompare nel nulla dopo un diverbio col padre. Del rapimento vengono sospettati i criminali arrestati in passato dal poliziotto. Lola, che ha un nuovo ammiratore nel Marchese de Peralías, gli suggerisce di controllare anche i bordelli. Intanto il deputato Marcial Escobar impone il trasferimento di De la Rubia a Vienna sotto l'egida del Sigillo di Brandeburgo, una sorta di Interpol ante litteram. Ben presto il politico viene assassinato. 
- Ascolti Italia: telespettatori 297.000 – share 3,56%[7]

## Le impronte del crimine
- Titolo originale: Las huellas del crimen
- Diretto da: Jorge Sánchez-Cabezudo
- Scritto da: Javier Olivares

### Trama
Una lettera conduce Buendia, Blázquez e Carballo alla residenza di Don Fernando, dove trovano Victor con le mani insanguinate vicino al cadavere sgozzato del prefetto. L'ispettore, che non ricorda nulla dell'accaduto, viene arrestato ma durante il tragitto il suo vice lo libera, inscenando un'aggressione. Dalla casa di Don Fernando sono inoltre scomparse tutte le prove relative all'attentato al Presidente Cánovas, che non crede a questa possibilità e pretende una pena esemplare per Ros. Mentre Victor chiede aiuto all'amico Luis, al Commissariato arriva l'argentino Picorelli, esperto chiamato da Don Fernando a tenere un corso sulle impronte digitali.
- Ascolti Italia: telespettatori 232.000 – share 3,00%[8]